# لين فريدريك
لين فريدريك (بالإنجليزية: Lynne Frederick)‏ هي ممثلة بريطانية، ولدت في 25 يوليو 1954 في المملكة المتحدة، وتوفيت في 27 أبريل 1994 بلوس أنجلوس في الولايات المتحدة بسبب مرض.

## أعمال

### أفلام
- (1971) نيكولاس وأليكساندرا

## وصلات خارجية
- لين فريدريك على موقع IMDb (الإنجليزية)
- لين فريدريك على موقع ألو سيني (الفرنسية)
- لين فريدريك على موقع أول موفي (الإنجليزية)
- لين فريدريك على موقع قاعدة بيانات الأفلام السويدية (السويدية)
- لين فريدريك على موقع إن إن دي بي (الإنجليزية)
- لين فريدريك على موقع قاعدة بيانات الفيلم (الإنجليزية)
- لين فريدريك على موقع كينوبويسك (الروسية)